# برنامه نوسازی رهگیری
برنامه نوسازی رهگیری، ابتکار عملی از سوی دولت بریتانیا برای افزایش قانونی امکان رهگیری و نگهداری داده‌های ارتباطی است. بسیاری می‌گویند که هدف نهایی این برنامه، نگهداری جزئیات همه داده‌های ارتباطی بریتانیا در یک پایگاه داده مرکزی است.
پیشنهاد مطرح شده، ساخت پایگاه داده‌ای توسط ستاد ارتباطات دولت بریتانیا است که نمونه‌های موجود آن برنامه مِین‌وی آژانس امنیت ملی ایالات متحده آمریکا و پایگاه داده ترافیک تیتان تشکیلات رادیو ملی دفاع سوئد هستند.
بر اساس برنامه‌ریزی قرار بود که از سال ۲۰۰۸ گردآوری داده از همه تماس‌های تلفنی، ایمیل‌ها، اتاق‌های گفتگو، و وبگَردی در اینترنت به عنوان بخشی از برنامه نوسازی رهگیری آغاز شود. برآورد شد که برای عملی شدن این برنامه، به نصب هزاران پرآب جعبه سیاه در شبکه‌های تلفن و رایانه کشور نیاز است. انتظار می‌رفت که این برنامه در لایحه داده ارتباطی ۲۰۰۸ گنجانده شود. پایگاه داده بزرگ شامل شماره تلفن‌های تماس گرفته، وبگاه‌های بازدید شده، و آدرس‌های ایمیل فرستاده شده می‌شد. اما متن نامه‌ها و مکالمات ضبط نمی‌شدند. کریس هیون سخنگوی وزارت کشور حزب لیبرال دموکرات گفت: «برنامه اورولی دولت برای ساخت پایگاه داده بزرگ از ارتباطات شخصی ما به شدت نگران کننده است».
در سال ۲۰۰۹، وزارت کشور بریتانیا ساخت نمونه اولیه برنامه نوسازی رهگیری را رد کرد.
در آوریل ۲۰۰۹ گزارش‌ها اعلام کردند که هنگامی که وزیر کشور وقت، جکی اسمیت گفت: «هیچ برنامه‌ای برای حتی نگهداری یک داده وجود ندارد»، در اصل، دولت، با تغییر ظاهر، خودِ شرکت‌های مخابراتی را مجبور به نگهداری داده‌ها و در اختیار دولت قرار دادن داده‌ها کرده‌است.
به نظر می‌رسد که برنامه‌های نوسازی جدید شامل هزینه ۲ میلیارد پوند استرلینگ برای پرداخت به شرکت‌های رساننده خدمات اینترنتی برای نصب تجهیزات بازرسی ژرف بسته‌ها در شبکه‌های خود و موظف کردن آنان برای انجام همبستگی متقابل و شناسایی رفتار کاربران خود باشد تا اهداف اصلی برنامه نوسازی رهگیری را به شکل مؤثر اما با ظاهری متفاوت برآورده کنند.
در ۱۶ ژوئن ۲۰۰۹ یک تحلیل دقیق از سوی شبکه مشارکت سیاسی مدرسه اقتصاد لندن منتشر شد. در ۱ ژوئیه ۲۰۰۹ گروه «آل پارتی پرایویسی» یک جلسه شنیدن نظرات دربارهٔ برنامه نوسازی رهگیری در مجلس عوام برگزار کرد.
به نظر می‌رسد که ائتلاف تازه دولت بریتانیا در سال ۲۰۱۰، در پی احیای برنامه نوسازی رهگیری در آخرین بازنگری امنیت و دفاع استراتژیک خود در سال ۲۰۱۱ است. آخرین ویرایش برنامه نوسازی رهگیری با نام «برنامه توسعه توانایی‌های ارتباطی» شناخته می‌شود.